# Marie-Catherine de Senecey
Marie Catherine de Senecey, roz. La Rochefoucauld (1588 – 10. května 1677), byla francouzská šlechtična a dvorní dáma při francouzském dvoře. Od roku 1626 do roku 1638 byla v pozici Première dame d'honneur (první dámy) francouzské královny Anny Rakouské a od roku 1643 do roku 1646 byla jmenována královskou vychovatelkou budoucího francouzského krále Ludvíka XIV. a jeho bratra Filipa I. Orleánského.

## Život
Jejím otcem byl Jean-Louis de La Rochefoucauld. V roce 1607 se provdala za Henriho de Bauffremont, markýze de Senecey (1577–1622). V roce 1626 byla královnou Annou jmenována Dame d'atour (důvěrnicí královny), a když později toho roku zemřela Charlotte de Lannoy, byla povýšena na její místo Première dame d'honneur (první dvorní dámy). Dame d'atour se po ní stala Madeleine du Fargis.
Královna Anna si ji velmi oblíbila a byla k ní loyální, a to zejména ve vztahu ke kardinálovi de Richelieu.
Král Ludvík XIII. ji v roce 1638 z funkce odvolal a vyhnal ji ode dvora, jelikož stála v opozici proti kardinálovi de Richelieu a podpořila královu platonickou lásku madam Louise de La Fayette v jejím úmyslu vstoupit do kláštera salesiánek v Paříži.
Když se Anna Rakouská v roce 1643 stala regentkou, pozvala Marie-Catherine de Senecey ke dvoru a jmenovala ji na místo paní Françoise de Lansac guvernantkou svých dvou synů, tj. budoucího krále Ludvíka XIV. a Filipa I. Orleánského. Její dceru Marie-Claire de Fleix potom regentka jmenovala na místo Catherine de Brassac jako Première dame d'honneur .
Ludvík XIV. povýšil v březnu 1661 panství Randan na vévodství a Marie-Catherine de Senecey je věnoval jako uznání za její služby.